# Jake Lacy
Jake Lacy (Greenfield, 14 febbraio 1985) è un attore statunitense.

## Biografia
Nato a Greenfield, è cresciuto a Pittsford, dove ha frequentato la Otter Valley Union High School. Lì ha avuto i primi approcci con la recitazione prendendo lezioni di teatro. Nel 2008, Lacy si è laureato presso l'University of North Carolina School of the Arts (UNCSA) a Winston-Salem. Dopo la laurea ha svolto diversi lavori, tra cui cameriere e receptionist in una palestra, mentre partecipava a varie audizioni durante il giorno, fino a quando non ha ottenuto il ruolo di Casey nella serie televisiva Better with You.
Successivamente ottiene il ruolo di Pete Miller nella nona e ultima stagione di The Office. Nel 2014 ottiene i primi ruoli cinematografici, recita accanto a Jenny Slate nella commedia drammatica Il bambino che è in me - Obvious Child ed è protagonista del film indipendente a tema sportivo Balls Out.
Nel 2015 partecipa ad alcuni episodi della serie televisiva HBO Girls, nel ruolo di Fran Parker. Sempre nel 2015 ottiene una parte nel film di Todd Haynes Carol e recita nella commedia corale Natale all'improvviso. Nel 2016 fa parte del cast nel film Single ma non troppo nel ruolo di Ken, ragazzo poco più che ventenne che prova a far nascere una relazione seria con Meg, donna in carriera che decide diventar mamma grazie ad un donatore. Nel 2020 affianca Zoë Kravitz nella serie televisiva High Fidelity.

## Filmografia

### Cinema
- Il bambino che è in me - Obvious Child (Obvious Child), regia di Gillian Robespierre (2014)
- Balls Out, regia di Andrew Disney (2014)
- Carol, regia di Todd Haynes (2015)
- Natale all'improvviso (Love the Coopers), regia di Jessie Nelson (2015)
- Single ma non troppo (How to Be Single), regia di Christian Ditter (2016)
- Miss Sloane - Giochi di potere (Miss Sloane), regia di John Madden (2016)
- L'ora più bella (Their Finest), regia di Lone Scherfig (2016)
- Un'eredità per Natale (Christmas Inheritance), regia di Ernie Barbarash (2017)
- Rampage - Furia animale (Rampage), regia di Brad Peyton (2018)
- Johnny English colpisce ancora (Johnny English Strikes Again), regia di David Kerr (2018)
- La vita dopo i figli (Otherhood), regia di Cindy Chupack (2019)
- A proposito dei Ricardo (Being the Ricardos), regia di Aaron Sorkin (2021)
- Significant Other, regia di Dan Berk e Robert Olsen (2022)

### Televisione
- Sentieri (Guiding Light) – serial TV, 1 puntata (2008)
- Better with You – serie TV, 22 episodi (2010-2011)
- Royal Pains – serie TV, episodio 3x13 (2012)
- The Office – serie TV, 21 episodi (2012-2013)
- The Michael J. Fox Show – serie TV, episodio 1x16 (2014)
- The McCarthys – serie TV, 1 episodio (2014)
- Girls – serie TV, 12 episodi (2015-2016)
- Billy & Billie – serie TV, 8 episodi (2015-2016)
- I'm Dying Up Here - Chi è di scena? (I'm Dying Up Here) – serie TV, 19 episodi (2017-2018)
- Fosse/Verdon – miniserie TV, 5 puntate (2019)
- High Fidelity – serie TV, 10 episodi (2020)
- Mrs. America – miniserie TV, 9 puntate (2020)
- The White Lotus – serie TV, 6 episodi (2021)
- A Friend of the Family – miniserie TV, 9 puntate (2022)
- L'ammutinamento del Caine - Corte marziale (The Caine Mutiny Court-Martial), regia di William Friedkin – film TV (2023)
- Apples Never Fall, regia di Chris Sweeney e Dawn Shadforth – miniserie TV (2024)

## Doppiatori italiani
Nelle versioni in italiano delle opere in cui ha recitato, Jake Lacy è stato doppiato da:
- Emanuele Ruzza in The White Lotus, A proposito dei Ricardo, Non siamo soli, Apples Never Fall
- Gianfranco Miranda in Carol, Miss Sloane - Giochi di potere, L'ora più bella
- Stefano Crescentini in Natale all'improvviso, Un'eredità per Natale
- Maurizio Merluzzo in I'm Dying Up Here - Chi è di scena?, Johnny English colpisce ancora
- Davide Perino in Single ma non troppo, La vita dopo i figli
- Marco Vivio in Rampage - Furia animale, Fosse/Verdon
- David Chevalier in Better with You
- Daniele Giuliani in Girls
- Andrea Mete in High Fidelity
- Daniele Raffaeli in Mrs. America
- Luca Mannocci in A Friend of the Family
- Simone Leonardi in L'ammutinamento del Caine - Corte marziale